# 2016년 유럽 쇼트트랙 선수권 대회
2016년 유럽 쇼트 트랙 스피드 스케이팅 선수권 대회는 2016년 1월 22일부터 2016년 1월 24일까지 러시아 소치의 아이스 버그 스케이팅 펠리스에서 개최되었다.

## 참가국
- 러시아 *  독일 *  벨기에
- 스페인 *  스웨덴 *  불가리아
- 폴란드 *  체코 *  헝가리
- 우크라이나 *  슬로바키아 *  슬로베니아
- 노르웨이 *  오스트리아 *  크로아티아
- 영국 *  보스니아 헤르체고비나 *  벨라루스
- 이탈리아 *  라트비아 *  프랑스
- 네덜란드 *  튀르키예 *  스위스
- 튀르키예

## 같이 보기
- 유럽 쇼트트랙 스피드스케이팅 선수권대회